# Pro iuventute
 Pro iuventute лат. (изговор: про јувентуте). За омладину. 

## Поријекло изреке
Није познато одакле потиче ова изрека .

## Изрека у свакодневној пракси
Изрека, у смислу, све за младе,  је врло коришћена када је требало поједноставити намјеру : посветимо се младима, њиховом збрињавању и образовању. Тако, и са том намјером је уписана и на швајцарским поштанским маркама.  Добротворна фондација у Швајцарској , посвећена правима и потребама дјеце, основана 1912.г., је изреку употребила као своје гесло а и на свом логотипу. 